# 갸루 문자
갸루 문자(일본어: ギャル文字)란 일본에서 휴대전화의 전자메일 또는 인터넷상에서 문자를 분해, 변형, 합성시켜 표현하는 문자유희 또는 그 방법의 총칭이다. 영어의 리트나 한국의 외계어, 야민정음과 구성상 유사한 점이 많다. 헤타 문자라고도 한다.
주로 변환대상이 되는 것은 히라가나와 가타카나지만, 한자도 편이나 방을 분해 또는 합성하여 표기하거나, 로마자, 키릴문자의 비슷한 형태의 문자도 사용되는등, 매우 다양한 방법이 있다.
육필서체중에 각이 진 독특한 필적이 유행하는데, 이러한 글자를 갸루 문자라고 부르는 경우도 있다.

## 역사
갸루 문자의 존재가 대중매체를 통하여 널리 알려진 것은 2002년이며, 문자의 성립은 2002년 이전의 비교적 비슷한 시기로 추정된다.
한편 1990년대 후반부터 이미 인터넷의 언더그라운드 사이트인 아메조를 중심으로 쿠사츄어라는 갸루 문자와 유사한 방식의 표기법이 있었다. 그러나, 쿠사츄어의 사용층이 남성 오타쿠들이고 인터넷 게시판을 무대로 한 반면, 갸루 문자는 주로 10대 여중고생이 중심이고 휴대전화의 전자메일이 중심이기 때문에, 갸루 문자가 쿠사츄어의 직접적인 영향을 받았다고 보기는 어렵다.

## 개요
본래 문자의 의미와는 상관없이 자형이 비슷한 가타카나, 키릴문자,그리스 문자, 로마자, 각종 약물등을 조합하여, 히라가나,가타카나와 비슷하게 만든다. 서투른 손글씨처럼 보이는 점이 시각적 흥미와 귀여움을 유발하기 때문에, 갸루로 대표되는 여중고생들의 휴대전화 우편을 통해 사용이 확대되어 현재는 남중고생 및 일반인에게도 사용이 확대되었다.
일반문장으로는 표현할 수 없는 감정과 뉘앙스의 풍부함을 표현해주는 매개체로 봤을 때, 이모티콘（≧∀≦）（≧U≦）（´艸`）（≧ω≦）（≧д≦）（・ω・）의 사용과 동일한 목적으로 볼 수 있다.
특정의 글자를 어떻게 조합하느냐는 확고한 정의없이 즉석으로 만들어져 퍼지기 때문에 다종다양하다. 일본의 주류 메스컴에서는 청소년기의 또래 문화의 일종으로 해석하는 경향이 강하다. 전성기에는 가라오케의 반주의 가사가 갸루 문자로 표시된 경우도 있었다.
한국에서의 외계어에 대한 일반인의 거부감과 같이, 과용된 갸루 문자는 일반 이용자들에게 해독곤란 또는 거부감을 주는 일이 있다. 또한 10대 내부에서도 갸루 문자의 사용에 대한 선호의 차이는 존재한다. 또 정확한 일본어의 용법을 익히지 못하고 갸루 문자를 과용하다가 이력서등 격식을 갖추어야 하는 문서에 갸루 문자를 사용하는 등의 사례도 발견된다.
2007년 기준으로는 갸루 문자의 유행이 전성기를 지나 가끔 갸루 문자를 사용하는 20대는 바パ 또는 바갸루 パギャル라 불리며 비난을 받기도 한다.

## 갸루 문자의 예

### 가나
- おはよう：　才（よчｏぅ
- じゃねー： U*ча12⇒
- あ：　ぁ・ァ・了
- い：　ぃ・ィ・ﾚヽ・ﾚ丶・レ）・ﾚ`・L丶・L1
- う：　ぅ・ゥ・宀・ヴ
- え：　ぇ・ェ・之・工・ヱ
- お：　ぉ・ォ・才・汚

- か：　ｶゝ・ｶ丶・ｶヽ・ヵゝ・ｶ`・ｶゞ・ヵゞ【が】
- き：　(ｷ・(≠・L≠・‡
- く：　＜・〈・勹
- け：　ヶ・(ﾅ・ﾚ†・ﾚﾅ・|ナ・l+・Iﾅ
- こ：　〓・=・]・⊃・⊇

- さ：　廾・±・(十・L+
- し：　ι・∪・Ｕ
- す：　￡
- せ：　世
- そ：　ξ・ζ・`ﾉ・丶/・ヽ丿

- た：　ﾅ=・+=・†ﾆ・ﾅﾆ･十こ･†こ・ﾅ⊇
- ち：　干・千・于
- つ：　っ・ッ・⊃
- て：　τ・〒
- と：　┠・┝・┣・├・`⊂

- な：　ﾅょ・十ょ・†ょ・ﾅg
- に：　(ﾆ・|=・丨ﾆ・L=・I=・（⊇
- ぬ：　йu
- ね：　йё
- の：　/・丿・σ

- は：　ﾊ〃【バ】・ﾊo【パ】・'`・八・l￡・(￡・ﾉ|・ﾉl・ﾚ￡
- ひ：　ﾋ〃【ビ】・ﾋo【ピ】・匕
- ふ：　ﾌ〃【ブ】・ﾌo【プ】・ヴ・,ζ,
- へ：　ﾍ〃【べ】・ﾍo【ペ】・～・∧
- ほ：　ﾎ〃【ボ】・ﾎo【ポ】・朮・ﾚま

- ま：　ма・мα
- み：　彡・ゐ
- む：　￡′・厶
- め：　×・x・χ・乂
- も：　м○・мσ

- や：　ゃ・ャ
- ゆ：　ゅ・ュ
- よ：　ょ・ョ・∋・чｏ

- ら：　яа・ζ
- り：　L|・l)・ﾚ｣・ﾚ)・┗』・└丿・v)
- る：　ゐ・ゑ・儿・lﾚ・｣レ・｜ﾚ
- れ：　яё
- ろ：　з・З・□・回

- わ：　ゎ・ヮ・wα
- を：　щo
- ん：　ω・冫・ｗ・h・ﾝ

- ー：　→・⇒

### 한자
- 私：　禾ム
- 叶：　○＋
- 役：　〒殳
- 例：　イ歹リ
- 近：　え斤
- 健：　イ廴聿
- 有：　ナ月
- 名：　タο
- 氷：　⊃i⊂・ラ|＜
- 天：　无
- 本：　夲(夲은 本의 이체자)
- 神：　ネ申
- 超：　走召
- 林：　木木
- 仲良し：人㊥ょＵ・イ㊥夜歹ﾋ
- 謝：　言身寸
- 終：　糸冬
- 対：　文寸
- 便所：　イ更戸斤
- 大:　因
- 人:　囚
- 木:　困
- 巻:　圏
- 口:　回

## 같이 보기
- 갸루
- 쿠사츄어
- 외계어
- 리트
- 야민정음
- 거짓짝